# Engraulicypris
Engraulicypris é um género de peixe actinopterígeo da família Cyprinidae.
Este género contém as seguintes espécies:
- Engraulicypris bredoi Poll, 1945 [1]
- Engraulicypris brevianalis (Boulenger, 1908) [1]
- Engraulicypris gariepinus Barnard, 1943 [1]
- Engraulicypris howesi Riddin, I. R. Bills & Villet, 2016 [1]
- Engraulicypris ngalala Riddin, Villet & I. R. Bills, 2016 [1]
- Engraulicypris sardella (Günther, 1868)
- Engraulicypris spinifer R. G. Bailey & Matthes, 1971 [1]